# 丹东街道
丹东街道，是中华人民共和国浙江省宁波市象山县下辖的一个乡镇级行政单位。

## 行政区划
丹东街道下辖以下地区：
东街社区、公园社区、金秋社区、丹峰社区、新华社区、文峰社区、塔山社区、梅园社区、丹河社区、庄穆境村、下半河村、梅溪村、后山村、上进村、岙里村、城东村、东门外村、田洋里村、陆家村、起春村、大碶头村、河东村、后洋村、桥头林村、桥头胡村、蒋家村、西林村、上余村、下余村、赤坎村、寨梅村、东环村、兴盛村、城新村和南门村。